# لي نغويين
لي نغويين (بالإنجليزية: Lee Nguyen)‏ (7 أكتوبر 1986 ريتشاردسون الولايات المتحدة - ) هو لاعب كرة قدم أمريكي، يلعب كلاعب وسط.

## روابط خارجية
- لي نغويين على موقع الدوري الأمريكي (الإنجليزية)
- لي نغويين على موقع إي إس بي إن إف سي (الإنجليزية)
- لي نغويين على موقع قاعدة بيانات كرة القدم.إي يو (الإنجليزية)
- لي نغويين على موقع ناشيونال فوتبول تيمز (الإنجليزية)
- لي نغويين على موقع Soccerway.com (الإنجليزية)
- لي نغويين على موقع عالم كرة القدم.نت (الإنجليزية)
- لي نغويين على موقع AS.com (الإسبانية)